# Faith Divides Us - Death Unites Us
Faith Divides Us - Death Unites Us dvanaesti je studijski album britanskog gothic metal sastava Paradise Lost. Diskografska kuća Century Media Records objavila ga je 25. rujna 2009.

## Popis pjesama
Tekstovi: Nick Holmes, glazba: Gregor Mackintosh.
| 1.    | »As Horizons End«                    | 5:21 |
| 2.    | »I Remain«                           | 4:09 |
| 3.    | »First Light«                        | 5:00 |
| 4.    | »Frality«                            | 4:25 |
| 5.    | »Faith Divides Us - Death Unites Us« | 4:21 |
| 6.    | »The Rise of Denial«                 | 4:47 |
| 7.    | »Living with Scars«                  | 4:24 |
| 8.    | »Last Regret«                        | 4:24 |
| 9.    | »Universal Dream«                    | 4:17 |
| 10.   | »In Truth«                           | 4:50 |
| 45:58 |                                      |      |

## Zasluge
Paradise Lost
- Nick Holmes – vokal
- Gregor Mackintosh – solo-gitara, ritam gitara
- Aaron Aedy – ritam gitara
- Steve Edmondson – bas-gitara

Dodatni glazbenici
- Peter Damin – bubnjevi

Ostalo osoblje
- Ronny Milianowicz – orkestracija (na pjesmi "Last Regret")
- Jens Bogren – produkcija, miks, mastering
- Stefan Wibbeke – grafički dizajn, umjetnički smjer
- Johan Örnborg – inženjer zvuka
- Chiaki Nozu – fotografije